# 馬奎斯·丹尼爾斯
馬奎斯·丹尼爾斯（英語：Marquis Daniels，1981年1月7日—），生於美国佛羅里達州，NBA前职业篮球运动员。
2009年夏天，爲了奪取總冠軍，丹尼爾斯加盟波士頓。
2011年2月6日，塞爾提克與奧蘭多魔術對陣時，丹尼爾斯與魔術隊後衛吉爾伯特·阿里納斯相撞，脊髓受傷。丹尼爾斯一動不動的躺在地板上幾分鐘，然後被擔架抬走。

## NBA生涯
在NBA的首個賽季，丹尼爾斯在不到半個球季的時間已得到在球隊中的主力位置，並成為印第安納步行者的不動先發。他不僅是印第安納步行者隊的主力球員之一，更是中央組出了名的内綫好手。丹尼爾斯在加入NBA六年後，由於一直拿不到總冠軍，因而在2009年離開老東家步行者，加盟衛冕冠軍波士頓塞爾提克隊。
丹尼爾斯在加盟波士頓的第一個賽季，就拿出了非常優異的表現。在季后賽第二輪協助防守騎士隊板凳搖擺人方面，做得相當成功。